# Cantonul Modane
Cantonul Modane este un canton din arondismentul Saint-Jean-de-Maurienne, departamentul Savoie, regiunea Rhône-Alpes, Franța.

## Comune
- Aussois
- Avrieux
- Fourneaux
- Freney
- Modane (reședință)
- Saint-André
- Villarodin-Bourget